# Parcs nationaux d'Argentine
Les parcs nationaux d'Argentine constituent un réseau de 37 parcs nationaux en Argentine. Les parcs couvrent une grande variété d'habitats naturels, du parc national Baritú à la frontière avec la Bolivie jusqu'au parc national Tierra del Fuego à l'extrémité sud du continent.
La création des parcs nationaux remonte à 1903, année de la donation par Francisco Moreno à l’État argentin de 73 kilomètres carrés de terres dans les montagnes andines ; formant ainsi le noyau d'un plus vaste secteur protégé en Patagonie, autour de San Carlos de Bariloche. En 1934, une loi est passée pour créer le système des parcs nationaux : ce secteur protégé devient ainsi le parc national Nahuel Huapi ; et le Parc national d'Iguazú est créé. En outre, une force de police des parcs nationaux (Dirección de Parques Nacionales) est mise en place pour faire appliquer les nouvelles lois empêchant l'abattage d'arbres et la chasse. Sa première mission a été d'établir une souveraineté nationale sur ces secteurs convoités, et d’en protéger des frontières. Cinq nouveaux parcs nationaux sont fondés en Patagonie en 1937, et l’Administración de Parques Nacionales projette la création de nouveaux espaces urbains équipés afin d’y favoriser le tourisme et l'éducation. Entre 1937 et 1970, six autres parcs sont créés.
En 1970, une loi établit quatre nouvelles catégories de protection : parcs nationaux, monuments nationaux, réserves éducatives et réserves naturelles. Les années 1970 voient naître trois nouveaux parcs nationaux. Une autre loi est promulguée en 1980 pour fixer le statut de ces derniers – et cette loi est toujours en place. Dans les années 1980, les collectivités et gouvernements locaux sont associés au fonctionnement et au développement des parcs nationaux. Cette coopération a permis la création de dix nouveaux parcs. Ceux de Copo et Mburucuyá sont fondés en 2000, et, la même année, la réserve naturelle d’El Leoncito est élevée au rang de parc national.

## Liste des parcs nationaux
- Parc faisant partie du patrimoine mondial de l'Unesco
- Parc faisant partie d'une réserve de biosphère
- Parc faisant partie d'un site Ramsar

| Image                                | Parc national                                 | Province                                              | Création | Superficie km2 | Note                                                                             |
| ------------------------------------ | --------------------------------------------- | ----------------------------------------------------- | -------- | -------------- | -------------------------------------------------------------------------------- |
| Aconquija                            | Aconquija                                     | Tucumán                                               | 2018     | 770,00         |                                                                                  |
| Baritu                               | Baritú                                        | Salta                                                 | 1974     | 724,39         |                                                                                  |
| Calilegua                            | Calilegua                                     | Jujuy                                                 | 1979     | 763,06         |                                                                                  |
|                                      | Campo de los Alisos                           | Tucumán                                               | 1996     | 106,00         |                                                                                  |
|                                      | Campos del Tuyú                               | Buenos Aires                                          | 2009     | 30,40          | Site Ramsar baie de Samborombón (1997)                                           |
| Chaco                                | Chaco                                         | Chaco                                                 | 1954     | 150,00         |                                                                                  |
|                                      | Copo                                          | Santiago del Estero                                   | 2000     | 1 142,50       |                                                                                  |
|                                      | El Impenetrable (voir aussi: El Impenetrable) | Chaco                                                 | 2014     | 1 289,03       |                                                                                  |
| El Leoncito                          | El Leoncito                                   | San Juan                                              | 1994     | 629,00         |                                                                                  |
| El Palmar                            | El Palmar                                     | Entre Ríos                                            | 1966     | 85,00          |                                                                                  |
| El Rey                               | El Rey                                        | Salta                                                 | 1948     | 441,62         |                                                                                  |
| Esteros del Iberá                    | Iberá                                         | Corrientes                                            | 2018     | 1 835,00       |                                                                                  |
| Cataratas                            | Iguazú                                        | Misiones                                              | 1934     | 676,20         | Site du patrimoine mondial du Parc national de l'Iguazu (1984)                   |
|                                      | Islas de Santa Fe                             | Santa Fe                                              | 2010     | 29,00          |                                                                                  |
| Lago Puelo                           | Lago Puelo                                    | Chubut                                                | 1971     | 237,00         | Réverve de biosphère Andino Norpatagonica (2007)                                 |
| Laguna Blanca                        | Laguna Blanca                                 | Neuquén                                               | 1940     | 112,51         | Site Ramsar Laguna Blanca (1992)                                                 |
| Lanin                                | Lanín                                         | Neuquén                                               | 1937     | 3 790,00       | Réverve de biosphère Andino Norpatagonica (2007)                                 |
| Lihue Calel                          | Lihué Calel                                   | La Pampa                                              | 1977     | 320,00         |                                                                                  |
| Lago Futalaufquen                    | Los Alerces                                   | Chubut                                                | 1937     | 2 630,00       | Réverve de biosphère Andino Norpatagonica (2007)                                 |
| Los Arrayanes                        | Los Arrayanes                                 | Neuquén                                               | 1974     | 18,40          | Réverve de biosphère Andino Norpatagonica (2007)                                 |
| Los Cardones                         | Los Cardones                                  | Salta                                                 | 1996     | 641,50         |                                                                                  |
| Los Glaciares                        | Los Glaciares                                 | Santa Cruz                                            | 1937     | 7 178,00       | Site du patrimoine mondial Los Glaciares (1981)                                  |
|                                      | Mburucuyá                                     | Corrientes                                            | 2002     | 176,82         |                                                                                  |
| Monte León                           | Monte León                                    | Santa Cruz                                            | 2004     | 621,68         |                                                                                  |
| Nahuel Huapi                         | Nahuel Huapi                                  | Neuquén et Río Negro                                  | 1934     | 7 121,60       | Réverve de biosphère Andino Norpatagonica (2007)                                 |
| Nothofagus pumilio                   | Perito Moreno                                 | Santa Cruz                                            | 1937     | 1 150,00       |                                                                                  |
| Parc national Predelta               | Predelta                                      | Entre Ríos                                            | 1991     | 24,58          |                                                                                  |
| Parc national Quebrada del Condorito | Quebrada del Condorito                        | Córdoba                                               | 1996     | 370,00         |                                                                                  |
| Rio Pilcomayo                        | Río Pilcomayo                                 | Formosa                                               | 1951     | 470,00         | Site Ramsar Río Pilcomayo (1992)                                                 |
| San Guillermo                        | San Guillermo                                 | San Juan                                              | 1996     | 1 450,00       | Réserve de biosphère San Guillermo (1980)                                        |
| Sierra de las Quijadas               | Sierra de las Quijadas                        | San Luis                                              | 1991     | 1 500,00       |                                                                                  |
| Talampaya                            | Talampaya                                     | La Rioja                                              | 1997     | 2 150,00       | Site du patrimoine mondial des parcs naturels d’Ischigualasto / Talampaya (2000) |
| Tierra del Fuego                     | Tierra del Fuego                              | Terre de Feu, Antarctique et Îles de l'Atlantique Sud | 1960     | 689,09         |                                                                                  |
|                                      | Patagonia                                     | Santa Cruz                                            | 2015     | 53,000         |                                                                                  |
| Traslasierra                         | Traslasierra                                  | Córdoba                                               | 2018     | 105,385        |                                                                                  |
| Ciervo de los Pantanos               | Ciervo de los Pantanos / Cerf des Marais      | Buenos Aires                                          | 2018     | 7,700          |                                                                                  |